# Тоскаєво
Тоска́єво (рос. Тоскаево, чув. Тускел) — присілок у складі Яльчицького району Чувашії, Росія. Входить до складу Яльчицького сільського поселення.
Населення — 490 осіб (2010; 579 у 2002).
Національний склад:
- чуваші — 98 %